# Desastre Total Ultraviolento
Desastre Total Ultraviolento, vanligtvis förkortat DTU, är ett mexikanskt fribrottningsförbund inom lucha libre grundat år 2007 i Tulancingo de Bravo i Hidalgo. Förbundet och företaget ägs av fribrottaren Crazy Boy, bror till Super Crazy, känd från World Wrestling Entertainment. Crazy Boy brottas också själv regelbundet under förbundets evenemang.
DTU är främst kända för sina våldsamma evenemang som ofta inkluderar blodutgjutelse och ibland vapen som taggtråd, rakblad, basebollträn och andra tillhyggen. Evenemang med denna typ av våldsamhet, ofta kallade Lucha Extrema. är förbjudna av lucha libre-kommissionen i Mexico City, varför DTU arrangerar sina evenemang i andra delstater, i likhet med övriga extrema förbund som Zona 23. DTUs evenemang består dock av en större del vanliga matcher, medan Zona 23 bara ägnar sig åt extrema matcher.
Utöver den extrema fribrottningen är Desastre Total Ultraviolento också kända för att lyfta fram yngre, talangfulla och aspirerande fribrottare, ofta i evenemangens första matcher och utan de våldsamma inslagen. Desastre Total Ultraviolento har också en grupp dedikerade anhängare i Japan, där man har turnerat vid ett par tillfällen.